# Луитолд V фон Регенсберг
Луитолд V (Лютолд V) фон Регенсберг (на немски: Luitold V (Lütold V) von Regensberg; на латински: Liutoldus de Reginsberc; † 4 януари 1250) е граф на Регенсберг в кантон Цюрих. Фамилията Регенсберг е знатен род от Швейцария.

## Произход
Той е син на граф Луитолд IV фон Регенсберг († 1218 в Акон, Палестина) и съпругата му вероятно фон Кибург, дъщеря на граф Хартман III фон Кибург-Дилинген († 1180) и Рихенца фон Ленцбург-Баден († 1172).
Внук е на Луитолд III фон Регенсберг († сл. 1187) и съпругата му фон Кренкинген. Племенник е на Еберхард фон Регенсберг, епископ на Бриксен (1196 – 1200), архиепископ на Залцбург (1200 – 1246). Роднина е на Дитхелм фон Кренкинген († 1206), епископ на Констанц (1189 – 1206), и на Валтер фон Фатц († 18 януари 1213), епископ на Гурк (1200 – 1213).
Едната му сестра е омъжена за Берхтолд фон Ешенбах, а другата му сестра за граф Еберхард I фон Лупфен-Щюлинген († сл. 1302).

## Фамилия
Луитолд V фон Регенсберг се жени пр. 6 май 1219 г. за Берта фон Ньошател-Нойенбург  († сл. 1244), дъщеря на граф Улрих III (IV) фон Нойшател († 1225) и съпругата му Гертруд фон Еберщайн († сл. 1201). Те имат децата:
- деца
- Лютолд VI фон Регенсберг (* пр. 1215; † между 30 септември 1284 и 16 февруари 1286), фогт на „Св. Бласиен“, женен пр. 13 август 1255 г. за Аделбургис фон Кайзерщул († 1282)
- Лютолд фон Регенсберг
- Еберхард фон Регенсберг († сл. 15 февруари 1244)
- Улрих I фон Регенсберг († 28 юли 1281), женен за Аделхайд фон Пфирт/Балм († 1314)
- Гертруд фон Регенсберг (* ок. 1200; † 1264), омъжена за граф Рудолф III фон Хабсбург-Лауфенбург († 1249)